# Najah al-Attar
Najah al-Attar (arabiska: نجاح العطار), född 1933, är en syrisk politiker.
Hon var kulturminister 1976–2000, och sitt lands första kvinnliga minister. Hon var vice president 2006-2024.